# Berlingpriset
Berlingpriset instiftades av Karl-Erik Forsberg på hans 75-årsdag 1989. Priset utdelas sedan 1991 till en "framstående svensk formgivare för föredömlig formgivning, teknisk skicklighet och utmärkt bokstavsbehandling". Prisutdelningen sker årligen på eller i anslutning till Forsbergs födelsedag den 15 maj. Prissumman är för närvarande 15 000 kr. Garant för Berlingpriset är Verbum AB, som arrangerar prisutdelningen tillsammans med Kungliga Biblioteket:s vänförening Biblis. Sedan 2016 står Stiftelsen Kärnhuset som garant för priset.
Namnet Berlingpriset kommer av Berling antikva, ett av de typsnitt som Karl-Erik Forsberg skapade.

## Pristagare
- 1991 – Bo Berndal
- 1992 – Christer Jonson
- 1993 – Christer Hellmark
- 1994 – Carl Fredrik Hultenheim
- 1995 – Erik Lindegren
- 1996 – Leif Thollander
- 1997 – Bo Lindberg
- 1998 – Hubert Johansson
- 1999 – Per Werme
- 2000 – Kerstin Anckers
- 2001 – HC Ericson
- 2002 - Håkan Lindström
- 2003 – Lars E. Pettersson
- 2004 – Örjan Nordling
- 2005 – Marie Glase
- 2006 – Stefania Malmsten
- 2007 – Henrik Nygren
- 2008 – Johan Ström
- 2009 – Johan Melbi
- 2010 – Nina Ulmaja
- 2011 – Carl-H.K. Zakrisson
- 2012 – Anna Carolina Laudon
- 2013 – Hans Cogne
- 2014 – Björn Kusoffsky
- 2015 – inget pris utdelades
- 2016 – Dick Norberg
- 2017 – Parasto Backman och Eva Wilsson
- 2018 – Peter Ström
- 2019 –
- 2020 –
- 2021 –
- 2022 –
- 2023 – Göran Söderström